# U-boot

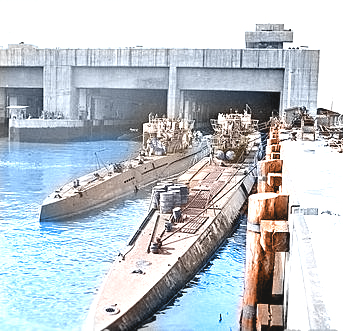
U-boot din clasa VII

U-boot (germană: Unterseeboot, engleză: U-boat)  se referă la submarinele militare operate de Germania, în Primul Război Mondial și al Doilea Război Mondial. 
Primul U-boot, U-1, construit în 1905, avea un deplasament de 239 de tone, lungime de 42 m, viteză la suprafață de 11 Nd, viteză în imersiune de 9 Nd  și o autonomie de 2000 Mm. În 1908 a fost lansat U-2. 
Până în anul 1912, Germania deținea o adevărată flotă de Unterseeboot, ajungând la U-41. Acestea erau echipate cu motoare diesel, deplasamente de până la 685 tone, transportau șase torpile și o mitralieră pe punte de 88 mm. Viteza de suprafață era de 16,4 Nd, imersiune de 9,7 Nd și o autonomie maximă de 7800 Mm.
În timpul Primului Război Mondial, Germania a fost prima țară care a folosit submarine, iar în Al Doilea Război Mondial submarinele sale au dominat luptele din Atlantic până când Aliații au dezvoltat noi tactici antisubmarin.

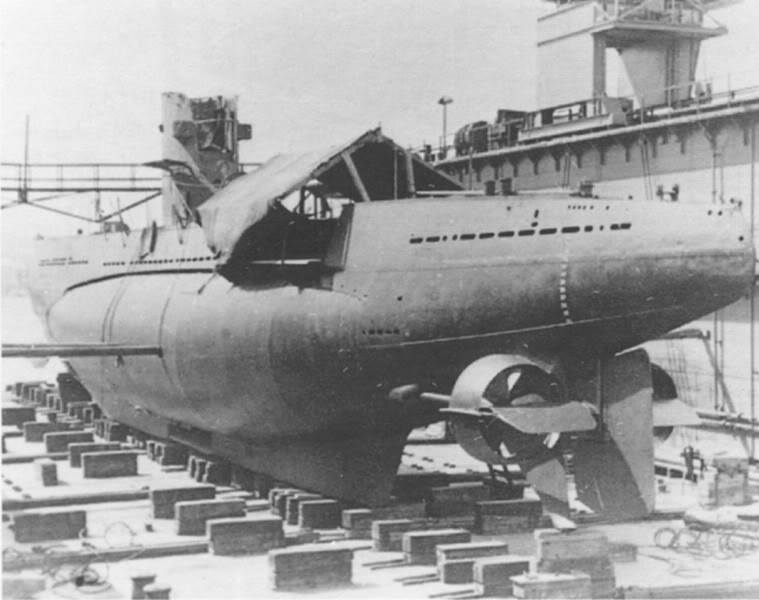
U-18 la montaj în docul uscat din Galați (1942/43)

În al doilea război mondial în Marea Neagră a operat Flotila 30 de U-boot înființată în octombrie 1941 sub comanda cpt. Helmut Rosenbaum. Flotila 30 era alcătuită din U-9, U-18, U-19, U-20, U-23, U-24.  Toate cele șase U-boot au fost aduse pe uscat și pe Dunăre până în portul Constanța, unde și-au stabilit baza. U-9, U-18 și U-24 au fost scufundate în luna August 1944 în apropiere de Constanța, U-19, U-20 și U-23  în luna septembrie 1944 lângă coasta Turciei.

## Clase de U-boot
- Tip I
- Tip II
- Tip V
- Tip VII: Principalul model de U-boot; varianta VII C avea o lungime de 66 de metri, transporta o încărcătură de 769 tone, un tun de punte de 90 mm și cinci torpile, și avea un echipaj de 44 de oameni.
- Tip IX
- Tip X
- Tip XI
- Tip XIV
- Tip XVII
- Tip XVIII
- Tip XXI: (Elektroboot)
- Tip XXIII
- Tip XXVI

U-boot-urile moderne sunt construite pentru flota germană și pentru flotele țărilor NATO. Structurile lor complexe, aparatura electronică și sistemul de propulsie permit ca acestea să fie utilizate atât pentru apărarea culoarelor maritime și intimidarea forțelor inamice, cât și pentru operațiuni de culegere de date și alte operațiuni speciale.